# 관구검·문흠의 난
관구검 · 문흠의 난은 255년 삼국시대 위나라 회남 지역에서 관구검과 문흠이 사마씨 정권 타도를 외치며 일으킨 반란으로 마지막 위나라 부흥 운동이었으며 이후 위나라는 완전히 사마씨 정권으로 넘어가게 된다.

## 배경
254년 위나라 사마씨 정권의 수장인 사마사는 자신을 암살하려던 하후현, 이풍, 장집 등을 처형한 뒤 황제인 조방까지 폐위시키고 조모를 새로 즉위시키자 이에 255년 정월 양주 도독 진동장군으로 회남 군마를 통솔하던 관구검은 아들 관구전의 설득으로 양주 자사 문흠과 의논해 사마씨 토벌을 명분으로 반란을 일으킨다.
관구검은 6만 군사를 거느리고 항성에 주둔하고 문흠도 아들 문앙을 앞세워 군사 2만을 거느리고 유격대로 오가며 돕기로 한다.

## 과정
이것이 보고되자 병을 앓던 사마사는 중서시랑 종회의 건의로 직접 출전하기로 결정하고 동생 사마소에게 낙양을 맡기고 진동장군 제갈탄에게 예주 일대의 군사를 거느려 안풍진을 거쳐 수춘을 공격케 한다.
이어 정동장군 호준에게는 청주의 군사를 이끌고 초와 송 지역으로 나가 귀로를 끊고 형주 자사 감군 왕기는 진남 땅을 빼앗도록 하였으며 마지막으로 자신은 대군을 거느리고 양양 땅으로 가 주둔한다.
사마사는 광록훈 정무와 왕기의 의견충돌 속에서 회남 지역의 군사와 백성들을 규합하며 단번에 반란 세력을 무찌르자는 왕기의 의견을 들어 은수로 나아가 중군을 은교에 주둔시키고 나아가 왕기가 남돈 땅을 빼앗아 군사를 주둔시키자고 건의하자 선발대를 이끌고 남돈 지역을 치도록 명했다.
항성에 있던 관구검은 부하 장수들과 논의해 요충지인 남돈 땅을 취하러 가지만 이미 사마사가 그곳을 점령하자 관구검은 크게 당황하고 그때 오나라의 손준이 수춘성을 공격한다는 급보에 군사들을 이끌고 항성으로 들어갔다.
사마사는 상서 부하의 추천으로 연주 자사 등애를 등용해 연주 일대의 군사를 이끌고 낙가성을 공격하도록 한다. 한편 관구검은 낙가성으로 사람을 보내고 문흠과 상의해 문흠은 아들 문앙과 군사 5000명을 이끌고 낙가성을 향해 진군한다.
그러나 위의 대군이 벌써 낙가성 근처에 주둔하자 문흠의 아들 문앙은 군사를 나눠 반인 2500명을 이끌고 사마사의 장막을 습격해 위군에게 많은 피해를 입히고 사마사는 이 충격으로 병이 다시 재발한다. 하지만 아버지 문흠의 원군이 오지 않자 문앙도 많은 피해를 입고 등애의 추격을 피해 수많은 위군 장수들을 죽이며 겨우 도주한다.
문흠도 수춘성으로 후퇴하는데 위군 진영에서는 사마씨 집안을 원수로 여기면서 문흠과 관계가 두터운 전중교위 윤대목이 사마사가 일찍 죽을 것을 알고 문흠을 설득하러 가지만 실패하고 만다. 문흠이 수춘성에 왔을 때는 이미 제갈탄에게 점령당한 뒤였으며 항성으로 향하자 호준, 왕기, 등애의 협공으로 문흠은 오나라의 손준에게로 망명했다.
항성에 있던 관구검은 성이 포위되고 호준과 왕기가 협공해오자 겨우 기병 10명만 거느리고 신현성으로 도망쳤다. 하지만 그곳에서 부하 장속에게 배반당하여 살해되고 이로써 회남 땅은 평정된다.
그러나 사마사도 전투 중 재발한 병으로 인해 결국 죽고 그의 동생 사마소가 뒤를 이어 사마씨 정권의 수장이 되고 이로써 위나라는 완전히 사마씨 정권의 손아귀에 넘어가게 된다.

## 같이 보기
- 수춘삼반
- 촉한의 멸망
- 관구검
- 문흠